# Cetirizin
Cetirizín, pod zaščitenim imenom Zyrtec in drugimi, je antihistaminik druge generacije za zdravljenje senenega nahoda, dermatitisa in koprivnice. Uporablja se z zaužitjem skozi usta (peroralno). Učinek nastopi okoli eno uro po zaužitju in traja okoli 24 ur. Učinkovitost je podobna kot pri drugih antihistaminikih, kot je difenhidramin.
Pogosti neželeni učinki so zaspanost, suha usta, glavobol in bolečina v trebuhu. Povzroča načeloma manjšo stopnjo zaspanosti kot antihistaminiki prve generacije ter ima minimalni pomirjevalni učinek, ker slabo prehaja krvno-možgansko pregrado. Možna huda neželena učinka sta agresivnost in angioedem. Podatki kažejo, da je uporaba med nosečnostjo varna, med dojenjem pa se uporaba ne priporoča. Cetirizin deluje preko zaviranja histaminskih receptorjev tipa 1 (H1), zlasti tistih zunaj osrednjega živčevja.
Patentirali so ga leta 1981, v medicini pa se  je začel uporabljati leta 1987. Na voljo so že tudi generična zdravila.

## Medicinska uporaba
Cetirizin se uporablja za lajšanje nosnih in očesnih simptomov sezonskega (seneni nahod) in celoletnega alergijskega rinitisa ter za lajšanje simptomov kronične idiopatske urtikarije (oblika koprivnice). Lajša tudi srbenje pri atopijskem dermatitisu.

## Neželeni učinki
Najpogosteje poročani neželeni učinek pri uporabi cetirizina so glavobol (16 %), suha usta (5,7 %), zaspanost (5–20 %) in utrujenost (5,6 %). Hujši, a redki neželeni učinki vključujejo srčno odpoved, tahikardijo in edem.
Prenehanje uporabe cetirizina po dolgotrajnejši uporabi (običajno daljši od 6 mesecev) lahko spremlja srbenje po celotnem telesu.

## Farmakologija

### Farmakodinamika
Cetirizin deluje kot visoko selektiven antagonist na histaminskih receptorjih tipa 1 (H1). Antihistaminski učinek je zlasti posledica vezave levosučnega enantiomera (levocetirizin). Cetirizin izkazuje več kot 600-krat večjo selektivnost za receptorje H1 kot za številne druge receptorje, kot so muskarinski, serotoninski, dopaminski in α-adrenergični receptorji. Zaradi visoke selektivnosti ne izkazuje antiholinergičnih učinkov. Izkazuje zanemarljivo inhibicijo kanalčkov hERG (IC50 > 30 µM) in pri odmerkih do 60 mg/dan (šestkratni priporočeni dnevni odmerek) niso poročali o škodljivih učinkih na srce..
Cetirizin slabo prehaja krvno-možgansko pregrado in zato povzroča le minimalni pomirjevalni učinek v primerjavi s številnimi drugimi antihistaminiki.

### Farmakokinetika

#### Absorpcija
Cetirizin se po zaužitju v obliki bodisi tablet bodisi peroralne raztopine hitro in v velikem obsegu absorbira. Biološka razpoložljivost cetirizina po peroralni aplikaciji je vsaj 70-odstotna, levocetirizina pa celo vsaj 85-odstotna. Tmax cetirizina je okoli 1,0 h, ne glede na farmacevtsko obliko. Farmakokinetika cetirizina se linerano povečuje glede na odmerek v razponu od 5 do 60 mg. Po enkratnem odmerku 10 mg je Cmax 257 ng/mL , po enkratnem odmerku 20 mg pa 580 ng/mL. Hrana ne vpliva na biološko razpoložljivost zdravila, vendar pa podaljša Tmax za okoli 1,7 h (torej na okoli 2,7 h) in zniža Cmax za 23 %. Podobno velja za levocetirizin, pri katerem se ob zaužitju z obrokom z visoko vsebnostjo maščob Tmax podaljša za 1,25 h in Cmax zniža za okoli 36 %. Ustaljene ravni v plazmi se dosežejo po treh dneh; učinkovina se ob kronični uporabi ne kopiči v organizmu. Po desetdnevnem dajanju 10-mg odmerka cetirizina je povprečen Cmax 311 ng/mL.

#### Porazdelitev
V koncentracijah v razponu od 25 do 1,000 ng/mL je povprečna vezava cetirizina na plazemske beljakovine 93- do 96-odstotna in ni odvisna od koncentracije. V drugih raziskavah so poročali o 88- do 96-odstotni vezavi na plazemske beljakovine. Učinkovina se z visoko afiniteto veže na albumin, vezava na α1-kisli glikoprotein in lipoproteine doprinese le malo k skupni vezavi na plazemske beljakovine. Delež nevezanega oziroma prostega levocetirizina je okoli 8 %. Pravi volumen porazdelitve cetirizina ni znan, ocenjen je na 0,3 do 0,45 L/kg. Cetirizin slabo in počasi prehaja krvno-možgansko pregrado, kar je posledica njegove kemijske zgradbe, pa tudi dejstva, da je substrat P-glikoproteina.

#### Presnova
Cetirizin se ne presnovi v večjem obsegu. Ne presnavlja se znatno preko sistema citokroma P450. Posledično ne povzroča součinkovanj, ki so zaviralci ali induktorji encima citokrom P450, kot so teofilin, eritromicin, klaritromicin, cimetidin ali alkohol. Cetirizin se ne presnavlja v znatnem obsegu, zlasti ne preko sistema citokroma P450, v določeni meri pa se presnovi, in sicer po drugih presnovnih poteh (oksidacija in konjugacija). Encimi, ki se vpletajo v presnovo cetirizina, niso bili prepoznani.

#### Izločanje
Cetirizin se izloča s sečem (70–85 %) in blatom (10–13 %). Okoli 50 do 60 % cetirizina, izločenega s sečem, je v nespremenjeni obliki. V seč se izloča z aktivnim transportom. Razpolovna doba izločanja znaša pri zdravih posameznikih od 6,5 do 10 h; povprečna vrednost iz kliničnih raziskav je bila 8,3 h. Učinkovina deluje vsaj 24 ur. Razpolovna doba izločanja je podaljšana pri starejših (na 12 h), bolnikih z okrnjenim delovanjem jeter (na 14 h) ter pri bolnikih z ledvično okvaro (na 20 h).

## Kemijske lastnosti
Cetirizin jse nahaja v dveh stereoizomernih oblikah (L- in D-cetirizin). Kemijsko je L-enantiomer (levocetirizin) aktivna oblika cetirizina. Cetirizin spada v difenilmetilpiperazinsko skupino antihistaminikov. Strukturna analoga cetirizina sta ciklizin in hidroksizin.